# Melitturga caudata
Melitturga caudata är en biart som beskrevs av Pérez 1879. Melitturga caudata ingår i släktet Melitturga och familjen grävbin. Inga underarter finns listade i Catalogue of Life.